# Гіркий корінь звичайний
Гіркий корінь звичайний, сосюрея гірка (Saussurea amara) — вид квіткових рослин з родини айстрових, роду гіркий корінь.

## Опис

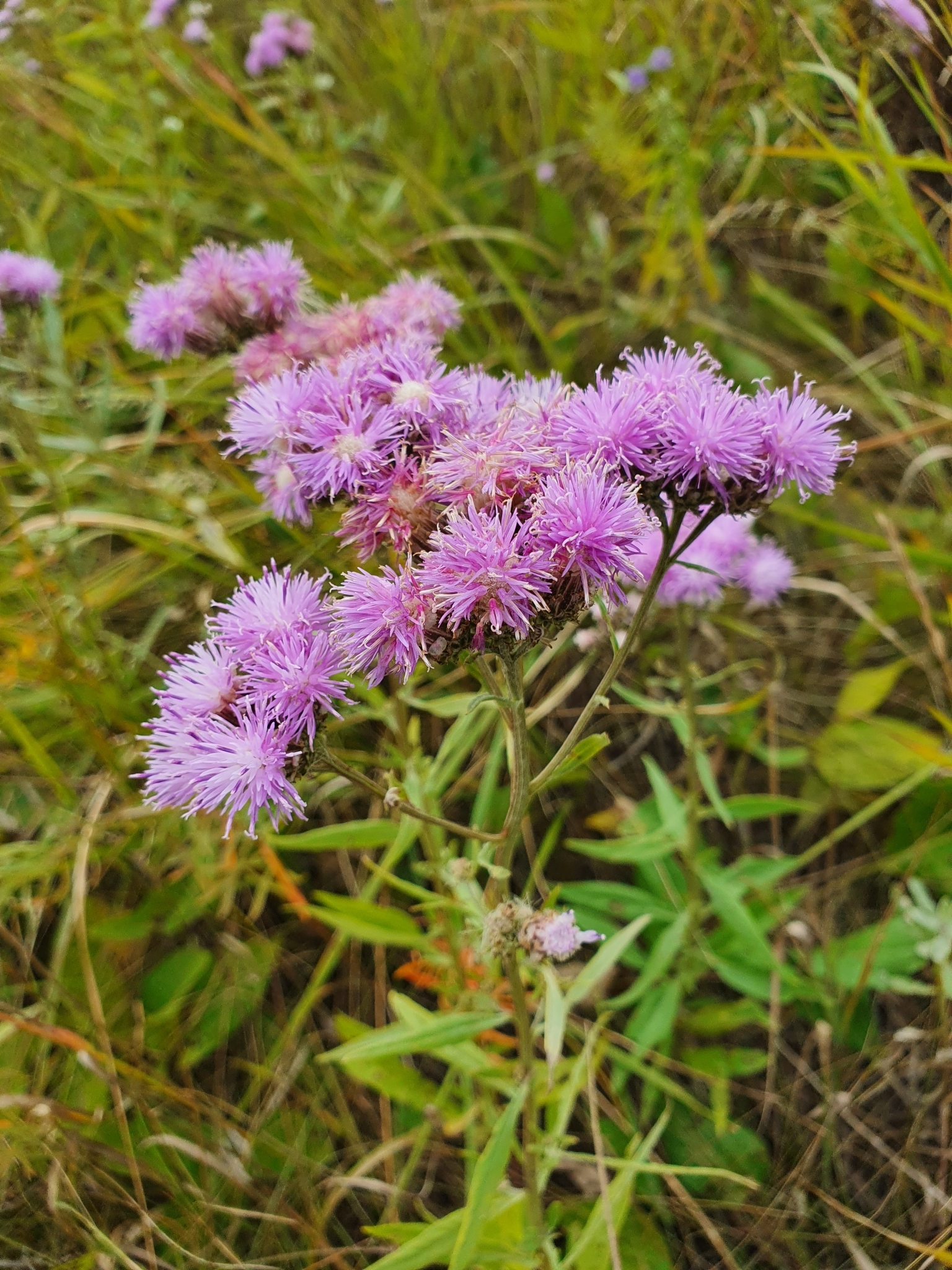
Квіти гіркого кореню звичайного

Багаторічні трав'янисті рослини 9-70 см заввишки. Стебло одиночне, 3-7 мм в діаметрі, прямостояче, гіллясте, зазвичай безкриле. Нижні стеблові листки черешкові; листова пластинка вузькоеліптична, довгаста або вузькояйцеподібна, 4-20 × 0,7-6 см, обидві поверхні зелені, рідко опушені або голі, із залозистими крапками, основа клиноподібно-звужена, край цілокраїй або туповигнуто-зубчастий, верхівка загострена до тупої. Середні та верхні листки стебла коротко черешкові або сидячі, від еліптичних до вузькояйцеподібних, поступово зменшуються догори на стеблі, при основі клиноподібні та рідко вушкоподібні. Головка численна, у щиткоподібному або волотистему суцвітті, ніжкоподібна. Обгортка від вузьдзвоникової до вузькоконічної, 0,8-1,2 см у діаметрі. Листочки в 4-6 рядів, слабоопушені, іноді залозисто-крапчасті; зовнішні філярії яйцеподібні або вузькояйцеподібні, 3-5 × 1-1,5 мм, верхівка чорнувата і загострена або тристулкова; середні та внутрішні філярії від вузькоеліптичних до лінійних, 5-14 × 1-1,5 мм, відросток пурпуровий, округлий, 0,5-1,5 мм завширшки, перетинчастий або зрідка придаток відсутній. Розмір щетинок 8-10 мм. Віночок блідо-фіолетовий, рідко білий, 1,3-1,8 см, залозисто-крапчастий, трубка 8-10 мм, відгин 5-7 мм, частки 3-5 мм. Сім'янка бура, циліндрична, 3-3,5 мм, 4-ребриста. Папус брудно-білий; зовнішня щетина 1-5 мм; внутрішня щетина 1,2-1,7 см. 2n = 26.

## Екологія
Цвіте і плодоносить у липні—жовтні. Зростає на пустирях, стежках, у лісостепу, степу, на солончакових та лужних ґрунтах, по берегах струмків, річок та озер, на дюнах, на піщаних ґрунтах на висоті 500-3200 метрів над рівнем моря.

## Поширення
Зростає в Китаї у провінціях Ганьсу, Хебей, Хейлунцзян, Хенань, Цзілінь, Ляонін, Внутрішня Монголія, Цинхай, Шеньсі, Шаньсі, в Нінся-Хуейському та Сіньцзян-Уйгурському автономних районах, а також в Казахстані, Киргизстані, Монголії, Росії, Таджикистані, Узбекистані та у Східній Європі.
В Україні входить до Офіційного переліку регіонально рідкісних рослин Дніпропетровської області.